# مشت اژدها
مشت اژدها (به انگلیسی: Dragon Fist) عنوان فیلمی رزمی به کارگردانی لو ووی است که در سال ۱۹۷۹ منتشر شد. مدت زمان این فیلم نود و سه دقیقه است.

## بازیگران
- جکی چان در نقش Tang How-Yuen
- نورا میائو در نقش Master King's daughter
- جیمز تین در نقش Master Li's student